# Stenodactylus grandiceps
Stenodactylus grandiceps là một loài thằn lằn trong họ Gekkonidae. Loài này được Haas mô tả khoa học đầu tiên năm 1952.